# 綾部翔
綾部 翔（あやべ かける、1997年4月25日 - ）は、茨城県取手市出身の元プロ野球選手（投手）、右投右打。

## 経歴

### プロ入り前
茨城県取手市出身。永山小学校1年時から新取手リトルメッツで野球を始め、永山中学校では取手シニアに所属していた。
霞ヶ浦高校進学後、1年の秋から野手としてベンチ入り。2年夏の茨城県大会は控え投手としてベンチ入りしたが、県大会決勝で藤代高校相手に3-12と大敗。綾部も2回2失点と打たれ、これで霞ヶ浦高校は2年連続5度目の県大会決勝敗退となった。その後2年の秋からエースとなる。3年の夏には茨城県大会3年連続で決勝に進出し、日立第一高校と対戦。綾部は2点リードの7回からリリーフし、3回をパーフェクトに抑えて胴上げ投手に。同校は6度目の決勝で悲願の甲子園出場を決めた。第97回全国高等学校野球選手権大会では初戦で2年生エース堀瑞輝擁する広島新庄高校と対戦。先発登板したが、6回途中4失点でマウンドを降り、チームも敗れた。
2015年のプロ野球ドラフト会議で横浜DeNAベイスターズから5巡目指名を受け、11月5日に契約金3,000万円、年俸550万円（金額は推定）で仮契約した。背番号は「45」。

### DeNA時代
2016年、二軍で10試合に登板し、1勝2敗、防御率4.26だった。
2017年10月3日、チームのクライマックスシリーズ出場決定後に一軍初昇格。同日の中日ドラゴンズ戦でプロ初登板・初先発を果たし、5回を投げ4安打無失点5奪三振と好投し、初勝利を挙げる。同じく一軍初昇格を果たし、初打席本塁打を記録した細川成也と共にお立ち台へ登った。
2018年、4月に右肩のクリーニング手術を受け、シーズン中はリハビリに専念した。11月7日には、自身のTwitter（後述する不祥事により現在は削除済み）でシーズン中に結婚していたことを報告した。
2019年7月14日に過去の女性遍歴について週刊誌から取材を受け、2日後に神奈川県の青少年保護育成条例に抵触する可能性があるとして、球団から無期限の自宅謹慎処分を受けた。その後、10月1日に球団から来季の契約を締結しないことを通告され、同月11日には、神奈川県青少年保護育成条例違反および児童買春、児童ポルノに係る行為等の規制及び処罰並びに児童の保護等に関する法律（児童買春・ポルノ禁止法）違反の疑いで神奈川県警に書類送検された。
戦力外通告後の10月4日、11月30日に明治神宮野球場で開催の公開トライアウト「WorldTryout2019」にエントリーすることが決定したが、10月29日に出場を見合わせることが発表された。11月20日、DeNAの選手会納会ゴルフと選手会納会に出席し、チームメイトと対面。自身の去就について、2020年シーズンは国内海外を含めどのチームにも所属する意志はないことを明かし、2021年以降の現役復帰を目指して個人でトレーニングを続けると話した。

### 社会人時代
2021年3月22日、自動車関連事業などを手がけるオールフロンティアが綾部の入社と、野球部への入部を発表した。採用のリリースでは「弊社の理念は『働くことを通じて人として成長し、社会に貢献する』というものです。過去の過ちを反省し、再起をかける青年のチャレンジを、会社として支援し、働くこと、またこれまで精進してきた野球を通じて、社会に貢献できる人材になってほしいと考えています」という同社管理部による採用理由の他、綾部による世間に対しての謝罪と同社に対しての感謝のコメントも掲載された。

## 選手としての特徴・人物
横須賀市内のベイスターズ球場から標高133メートルの塚山公園までの10人のルーキーでランニングをして、10分47秒のタイムで1位になる俊足とスタミナを持つ。
母子家庭で育ち、2017年にプロ初登板・初先発で初勝利をあげたときのウイニングボールは、女手一つで育ててくれた感謝の気持ちとして試合後に直接母親に手渡している。
2018年シーズン中、その日の相手チームであった東北楽天ゴールデンイーグルスの公式グッズのメガホンが横浜駅のホームに落ちているのを発見。駅員に届け「持ち主に戻るといいなぁ」をツイートしたところ、そのツイートが1千以上リツイートされ、楽天ファンの落とし主の元にまで届くことになった。無事にメガホンが戻った落とし主はすっかり綾部のファンになったという。

## 詳細情報

### 年度別投手成績
| 年 度    | 球 団    | 登 板 | 先 発 | 完 投 | 完 封 | 無 四 球 | 勝 利 | 敗 戦 | セ 丨 ブ | ホ 丨 ル ド | 勝 率 | 打 者 | 投 球 回 | 被 安 打 | 被 本 塁 打 | 与 四 球 | 敬 遠 | 与 死 球 | 奪 三 振 | 暴 投 | ボ 丨 ク | 失 点 | 自 責 点 | 防 御 率 | W H I P |
| -------- | -------- | ----- | ----- | ----- | ----- | -------- | ----- | ----- | -------- | ----------- | ----- | ----- | -------- | -------- | ----------- | -------- | ----- | -------- | -------- | ----- | -------- | ----- | -------- | -------- | ------- |
| 2017     | DeNA     | 1     | 1     | 0     | 0     | 0        | 1     | 0     | 0        | 0           | 1.000 | 21    | 5.0      | 4        | 0           | 2        | 0     | 0        | 5        | 0     | 0        | 0     | 0        | 0.00     | 1.20    |
| NPB：1年 | NPB：1年 | 1     | 1     | 0     | 0     | 0        | 1     | 0     | 0        | 0           | 1.000 | 21    | 5.0      | 4        | 0           | 2        | 0     | 0        | 5        | 0     | 0        | 0     | 0        | 0.00     | 1.20    |

### 記録
投手記録
- 初登板・初先発登板・初勝利・初先発勝利：2017年10月3日、対中日ドラゴンズ24回戦（横浜スタジアム）、5回無失点
- 初奪三振：同上、1回表に友永翔太から空振り三振

打撃記録
- 初打席：2017年10月3日、対中日ドラゴンズ24回戦（横浜スタジアム）、2回裏に笠原祥太郎から空振り三振

### 背番号
- 45 （2016年 - 2019年）